# USNAVEUR
USNAVEUR (angleško United States Navy Europe) je vojaška kratica, ki označuje Poveljstvo vojne mornarice ZDA v Evropi. USNAVEUR je hkrati tudi CINCAFSOUTH.